# Miracema do Tocantins
Miracema do Tocantins este un oraș în Tocantins (TO), Brazilia.